# 9265 Екман
9265 Екман (9265 Ekman) — астероїд головного поясу, відкритий 2 вересня 1978 року.
Тіссеранів параметр щодо Юпітера — 3,623.